# Mistrzostwa Europy w Lekkoatletyce 1938 – pchnięcie kulą mężczyzn

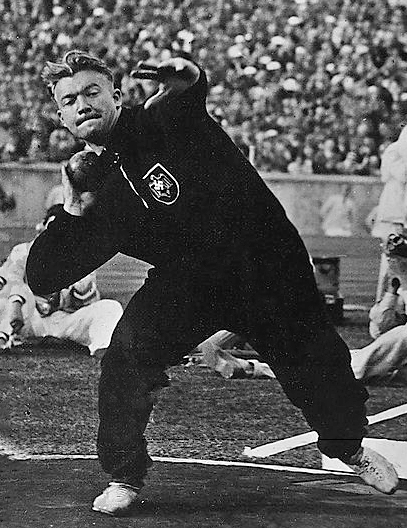
Hans Woellke

Pchnięcie kulą mężczyzn było jedną z konkurencji rozgrywanych podczas II Mistrzostw Europy w Paryżu. Zostało rozegrane w niedzielę, 4 września 1938 roku. Zwycięzcą tej konkurencji został Estończyk Aleksander Kreek. W rywalizacji wzięło udział dwunastu zawodników z dziewięciu reprezentacji.

## Rekordy
| Rekord świata     | Jack Torrance (USA)  | 17,40 | Oslo, Norwegia    | 05.08.1934 |
| Rekord Europy     | Hans Woellke (GER)   | 16,60 | Frankfurt, Niemcy | 20.08.1936 |
| Rekord mistrzostw | Arnold Viiding (GER) | 15,19 | Turyn, Włochy     | 09.09.1934 |

## Wyniki
| Miejsce | Zawodnik         | Wynik | Uwagi |
| ------- | ---------------- | ----- | ----- |
| 1       | Aleksander Kreek | 15,83 | CR    |
| 2       | Gerhard Stöck    | 15,59 |       |
| 3       | Hans Woellke     | 15,52 |       |
| 4       | Sulo Bärlund     | 15,07 |       |
| 5       | Gunnar Bergh     | 14,92 |       |
| 6       | Jaroslav Vítek   | 14,77 |       |
| 7       | Angiolo Profeti  | 14,67 |       |
| 8       | Witold Gerutto   | 14,41 |       |
| 9       | Jules Noël       | 14,35 |       |
| 10      | Roger Braconnot  | 14,12 |       |
| 11      | Kalevi Kotkas    | 13,92 |       |
| 12      | Jean Wagner      | 13,35 |       |